# مركز رعاية ما بعد الولادة
مركز رعاية ما بعد الولادة (بالكورية:산후조리원)؛ هو مسلسل تلفزيوني كوري جنوبي يدور حول أوه هيون جين، حيث تتعرف على ولادتها ورعاية ما بعد الولادة. تم بثه على قناة تي في إن في 2 نوفمبر 2020 يوم الإثنين والثلاثاء.

## القصة
لقد كانت لأوه هيون جين مسيرة مهنية رائعة في حياتها العملية. إنها أصغر عضوة في مجلس المديرين التنفيذيين في الشركة التي تعمل بها، وهي معتادة على التفوق في كل ما تفعله. ولكن عندما تلد طفلها الأول، فإنها تتعرض لصدمة. كانت الولادة أصعب بكثير مما كانت تتوقعه، وسرعان ما اكتشفت أنه على الرغم من كونها متمرسة في كل الأمور المتعلقة بالعمل، إلا أنها لم تحصل على أول دليل حول كيفية تربية طفل. بعد خروجها من المستشفى، تتوجه إلى مركز رعاية الولادة - وهو مؤسسة حصرية حيث تأتي حتى النجوم من الدرجة الأولى للحصول على رعاية ما بعد الولادة. تشعر بالفزع عندما تدرك أنها أكبر أم في المركز، وتحرج من ملاحظة أن الجميع يبدو أنهم يعرفون ما يفعلونه عندما يتعلق الأمر برعاية الأطفال لحسن الحظ، فإن الأمهات الأخريات في المركز ملهمات. ومن بين هؤلاء، تشو إيون جونغ، الملقبة بملكة النحل - الأم المثالية على ما يبدو والتي يريد الجميع تكوين صداقات معها ليتعلم أسرار رعاية الأطفال. وتشوي هاي سوك هي مديرة المركز الكاريزمية - خط حقيقي من المعرفة حول كل الأشياء المتعلقة برعاية الأطفال.

## بطولة
- أوم جي وون: بدور أوه هيون جين، أكبر أم وأصغر مدير تنفيذي كاريزمي.[2]
- باك هارسون بدور تشو أون جيونغ، قلب الأم المثالية و «حب ألام»، وتسمى بأم من الدرجة الأولى ترضع توأمًا لمدة 24 شهرًا.[4]
- جانغ هي جين بدور تشوي هيوسوك، رئيسة الأمهات ومديرة مركز رعاية ما بعد الولادة، تثق بها الأمهات كمرجع.[5]
- يون باك بدور كيم دو يون، الزوج الشاب الوسيم لـ هيون جين، الرئيس التنفيذي لشركة تطوير تطبيقات.[6]

## الاستقبال
وفقًا لـ Nielsen Korea انتهى «مركز رعاية ما بعد الولادة» بتصيف بلغت 3.690٪ على المستوى الوطني و 4.019٪ في منطقة العاصمة، الحلقة الأخيرة سجلت 4.8٪ في منطقة العاصمة و 4.2٪ على مستوى الدولة وبلغ عدد مشاهديها 1.1 مليون، حافظت على المرتبة الأولى ليومي الإثنين والثلاثاء من بداية عرضها حتى نهايتها.

## المشاهدات
| الموسم | الموسم | رقم الحلقة | رقم الحلقة | رقم الحلقة | رقم الحلقة | رقم الحلقة | رقم الحلقة | رقم الحلقة | رقم الحلقة | المتوسط |
| الموسم | الموسم | 1          | 2          | 3          | 4          | 5          | 6          | 7          | 8          | المتوسط |
| ------ | ------ | ---------- | ---------- | ---------- | ---------- | ---------- | ---------- | ---------- | ---------- | ------- |
|        | 1      | 897        | 1056       | 722        | 766        | 770        | 953        | 832        | 1113       | 889     |

متوسط تقييمات مشاهدة التلفزيون
| الحلقة | تاريخ البث الأصلي | متوسط حصة الجمهور (AGB Nielsen) | متوسط حصة الجمهور (AGB Nielsen) |
| الحلقة | تاريخ البث الأصلي | على الصعيد الوطني               | سول                             |
| ------ | ----------------- | ------------------------------- | ------------------------------- |
| 1      | 2 نوفمبر 2020     | 4.186%                          | 4.040%                          |
| 2      | 3 نوفمبر 2020     | 4.044%                          | 4.779%                          |
| 3      | 9 نوفمبر 2020     | 3.031٪                          | 3.289٪                          |
| 4      | 10 نوفمبر 2020    | 3.343%                          | 3.509%                          |
| 5      | 16 نوفمبر 2020    | 3.293%                          | 3.391%                          |
| 6      | 17 نوفمبر 2020    | 3.773%                          | 3.978%                          |
| 7      | 23 نوفمبر 2020    | 3.628%                          | 4.335%                          |
| 8      | 24 نوفمبر 2020    | 4.223%                          | 4.830%                          |
| معدل   | معدل              | 3.690%                          | 4.019%                          |

## الإنتاج
في 6 مايو 2020، قرأ طاقم الدراما السيناريو.
انضمت ليم هوا يونغ إلى فريق التمثيل في أواخر مايو.
تم إصدار اللقطات الترويجية والإعلانات التشويقية في 15 أكتوبر 2020.

## روابط خارجية
مركز رعاية ما بعد الولادة على موقع IMDb (الإنجليزية)
- مركز رعاية ما بعد الولادة على موقع كينوبويسك (الروسية)
- مركز رعاية ما بعد الولادة على موقع قاعدة بيانات الفيلم (الإنجليزية)